# Nearco (cavallo)
Nearco (24 gennaio 1935 - 27 giugno 1957) è stato un cavallo italiano di razza purosangue inglese, campione di galoppo.

## Storia
Allevato a Dormelletto da Federico Tesio, anche allevatore del campione Ribot, come stallone ha lasciato una discendenza che ha a sua volta ottenuto importanti risultati, come Nearctic, Northern Dancer e Nijinsky II, Secretariat e altri, tanto che Nearco risultò per 2 volte (1947 e 1949) al top della lista degli stalloni i cui discendenti avevano vinto la maggior somma di premi in Inghilterra ed Irlanda.
Secondo molti esperti di ippica è stato uno dei più forti cavalli da corsa del ventesimo secolo; venne ritirato dalle corse nel 1938, imbattuto dopo 14 gare, e venduto come stallone all'allevamento di Beech House Stud in Newmarket, Regno Unito per 60.000 £ (una cifra record per quei tempi). È morto il 27 giugno 1957 di cancro.

## Eredità
Secondo l'ente statale France Galop, tutti i vincitori del Prix de l'Arc de triomphe dal 1994 al 2009 sono nella linea di discendenza maschile di Nearco, di suo figlio Nasrullah, o del nipote Northern Dancer.